# Pseudomyrmex wheeleri
Pseudomyrmex wheeleri är en myrart som först beskrevs av Enzmann 1944.  Pseudomyrmex wheeleri ingår i släktet Pseudomyrmex och familjen myror. Inga underarter finns listade i Catalogue of Life.